# 書道教授
『書道教授』（しょどうきょうじゅ）は、松本清張の小説。「黒の図説」第4話として『週刊朝日』に連載され（1969年12月19日号 - 1970年3月27日号）、1970年4月に中編集『鷗外の婢』収録の一作として、光文社（カッパ・ノベルス）から刊行された。
これまで3度テレビドラマ化されている。

## あらすじ
さびれた呉服屋の店先に並ぶ品名札の美しい文字に魅せられた銀行員・川上克次。やがて主人を喪い店をたたんだ未亡人・勝村久子は、別の場所でひっそりと「書道教授」なる看板を掲げていた。ホステス・神谷文子との関係で悩んでいた川上は、その書道教室に通い始めるのだが……。

## テレビドラマ

### 1982年版
「松本清張の書道教授・消えた死体」。1982年1月16日21:02-22:51、テレビ朝日系列の「土曜ワイド劇場」にて放映。視聴率24.7％（ビデオリサーチ調べ、関東地区）。
キャスト
- 川上克次（銀行員）：近藤正臣
- 神谷文子（ホステス）：風吹ジュン
- 川上保子（金持ちの娘で克次の妻）：生田悦子
- 保子の父：有馬昌彦
- 保子の兄：住吉道博
- 東都銀行鎌倉支店長：小沢象
- 谷口妙子（古書店の女）：池波志乃
- 小川鉄太郎（妙子の情夫）：井上昭文
- 藤沢西署刑事：佐野浅夫
- 勝村久子（書道教授）：加藤治子
- 富田恵子、浅沼晋平、俵一、白石幸子、高峰圭二、志馬琢哉、渡辺憲悟、岡本正幸、橘田良江、増田再起、酒井栄子、山井達雄、辺見さゆり、今井健太郎、山藤和幸、綱島完、安藤博信、羽生昭彦、鷲沢孝二、高木信夫、城戸卓

スタッフ
- 脚本：吉田剛
- 監督：野田幸男
- 音楽：津島利章
- プロデューサー：吉津正、稲垣健司、佐々木孟
- プロデューサー補：奥山和由
- 制作：テレビ朝日、松竹

| テレビ朝日系列 土曜ワイド劇場                      | テレビ朝日系列 土曜ワイド劇場               | テレビ朝日系列 土曜ワイド劇場                                                              |
| 前番組                                             | 番組名                                      | 次番組                                                                                     |
| -------------------------------------------------- | ------------------------------------------- | ------------------------------------------------------------------------------------------ |
| 超高層ホテル殺人事件 (原作：森村誠一) （1982.1.9） | 松本清張の書道教授 消えた死体 （1982.1.16） | 息子の心が見えない ガソリンスタンド殺人事件 (原作：ウィリアム・アイリッシュ) （1982.1.23） |

### 1995年版
「松本清張スペシャル・書道教授」。1995年12月2日21:02-22:51、テレビ朝日系列の「土曜ワイド劇場」にて放映。視聴率14.1％（ビデオリサーチ調べ、関東地区）。
キャスト
- 川上克次：風間杜夫
- 川上保子：原日出子
- 谷口妙子：西川峰子
- 神谷文子：金久美子
- 谷口常次郎：小島三児
- 山崎忠太郎：伊藤洋三郎
- 岡野刑事：石山律雄
- 島尾刑事：佐古正人
- クラブママ：松木路子
- 勝村久子：多岐川裕美
- 桑原たけし、竹内靖司、小寺大介、浜田東一郎、松浪志保、高山千草、坂井寿美江、酒井万里子、金井節、小柳弘隆、畠山純子、畠山綾子、中村京子、桃川麻里子、平田貴幸、中尾真澄、小森大雅、成田重實

スタッフ
- 脚本：大野靖子
- 監督：松尾昭典
- プロデューサー：柳田博美（大映テレビ）、中間正成（大映テレビ）、塙淳一（テレビ朝日）、林悦子（霧企画）
- 音楽：鏑木創
- 選曲：合田豊
- 撮影協力：三井アーバンホテル銀座、多摩カリヨン館
- 技術協力：ビデオフォーカス
- 製作：大映テレビ、テレビ朝日、霧企画

| テレビ朝日系列 土曜ワイド劇場                          | テレビ朝日系列 土曜ワイド劇場             | テレビ朝日系列 土曜ワイド劇場        |
| 前番組                                                 | 番組名                                    | 次番組                               |
| ------------------------------------------------------ | ----------------------------------------- | ------------------------------------ |
| サントリーミステリー大賞スペシャル 密使 （1995.11.25） | 松本清張スペシャル 書道教授 （1995.12.2） | おふくろ刑事・柏木桃子 （1995.12.9） |

### 2010年版
「生誕100年記念 松本清張ドラマスペシャル・書道教授」。2010年3月23日21:00-23:18、日本テレビ系列にて放映。DVD化されている。
キャスト
- 川上克次：船越英一郎 （双葉銀行の銀行員）
- 勝村久子：杉本彩 （書道教室の教授）
- 神谷文子：荻野目慶子 （ホステス）
- 飯田留吉：嶋田久作 （植木屋）
- 千葉早苗：坂下千里子 （銀行員）
- 京都支店長：大河内浩
- 足利：上杉祥三 （京都府警の刑事）
- ナイトクラブ「赤い鳥」のママ：春やすこ
- 千鳥：くわばたりえ（クワバタオハラ）
- さやか：小原正子（クワバタオハラ）
- 安西詩織：岡本麗 （実業家）
- 日野千鶴：大場久美子 （茶屋の女将）
- 谷口妙子：手塚理美 （古美術店「懐古堂」店主の妻） ※友情出演
- タクシーの運転手：的場浩司 ※友情出演
- アナウンサー：豊田順子、菅谷大介
- 森本スマ：野川由美子 （久子の養母）
- 川上保子：賀来千香子 （克次の妻）
- 報道陣：荒木悠司

- 若林久弥、レツゴー正児、海原はるか・かなた、南雲勝郎、大石昭弘、池田勝志、増田こはる

スタッフ
- チーフプロデューサー：前田伸一郎（日本テレビ）
- プロデューサー：金澤宏次（ユニオン映画）、高坂光幸（松竹京都撮影所）、佐野奈緒子
- 脚本：ジェームス三木
- 演出：山田大樹
- 音楽：吉川清之
- 撮影：加藤雄大
- MA：山本逸美
- CG：4d（テレビ朝日クリエイト）
- 企画協力：ナック、菊地実
- 技術協力：映広
- 美術協力：日本テレビアート
- 音楽協力：日本テレビ音楽
- 撮影協力：清水寺、大覚寺、頂法寺、京都四條南座、元離宮二条城事務所、彩雲堂本舗、湯の花温泉 すみや亀峰菴、京福電気鉄道、京聯自動車 ほか
- 製作協力：日テレアックスオン
- プロダクション協力：松竹京都撮影所
- 製作プロダクション：ユニオン映画
- 製作著作：日テレ